# صائد الرتيلاء
صائد الرتيلاء هو الدبور العنكبوتي الذي يصطاد الرتيلاء. صائدات الرتيلاء هم الدبابير الطفيلية، وذلك باستخدام لدغتها لشل فريستها قبل سحبها إلى عش الحضنة كغذاء حي. يتم وضع بيضة واحدة على الفريسة، تفقس إلى اليرقات التي تأكل الفريسة التي لا تزال حية.
أما الأنواع الأكثر دراية فهي تصل إلى 5 سم (2 بوصة)، مما يجعلها من بين أكبر الدبابير، ولها أجسام زرقاء سوداء وأجنحة مشرقة ذات لون صدأ (الأنواع الأخرى لها أجنحة سوداء بضوء أزرق). الألوان حية توجد على أجسادهم، وخاصة على الأجنحة، فإن أبوسيماتيزم يعلن إلى الحيوانات المفترسة المحتملة قدرة الدبابير على تقديم لدغة قوية. ساقيهما الطويلة لها مخالب مدمنة للاشتباك مع ضحاياهما. يمكن أن يكون دهن الإناث يصل إلى 7 مليمتر (0.28 بوصة)، وتعتبر اللدغة الواحدة من أكثر درجات قوة الألم في العالم.

## السلوك
أما أنثى صائد الرتيلاء فتقوم بلدغ الرتيلاء وشلها، ثم تسحب الفريسة إلى عش متفرغ أعد خصيصا، حيث يتم وضع بيضة واحدة على بطن العنكبوت، ويتم تغطية المدخل. يتم تحديد جنس اليرقات عن طريق التخصيب. والبيض المخصب ينتج الإناث، في حين أن البيض غير المخصب ينتج الذكور. عندما تفقس يرقات الدبور، فإنها تخلق حفرة صغيرة في بطن العنكبوت، ثم يدخل ويغذي بحماس، ويتجنب الأعضاء الحيوية لأطول فترة ممكنة للحفاظ على العنكبوت على قيد الحياة. وبعد عدة أسابيع، تخدر اليرقات. وأخيرا، يصبح الدبور بالغ ويخرج من بطن العنكبوت لمواصلة دورة الحياة.
استهلاك الفاكهة المخمرة يؤدي أحيانا إلى تسميمها إلى درجة أن تصبح الرحلة صعبة. في حين أن الدبابير تميل إلى أن تكون أكثر نشاطا في أشهر الصيف في النهار، فإنها تميل إلى تجنب ارتفاع درجات الحرارة. صائد الرتيلاء لا يقوم بعملية الاصطياد. بدلا من ذلك، فإنه يتغذى على زهور الصقلاب، وأشجار التوت الغربية، أو أشجار المسكيت (الإناث تتغذى على هذه النباتات كذلك). وقد لوحظ أن ذكر صائد الرتيلاء يمارس سلوك يسمى الإحاطة، حيث يجلسون فوق النباتات طويلة القامة لتمرير الإناث ليكونوا على استعداد لإعادة الإنتاج. الإناث ليست عدوانية جدا، لأنها مترددة في اللدغة، ولكن اللدغة مؤلمة للغاية.

## التوزيع
يشمل التوزيع العالمي لصائد الرتيلاء مناطق في الهند إلى جنوب شرق آسيا وأفريقيا وأستراليا والأمريكتين. وقد لوحظت أنواع عديدة من صائد الرتيلاء في أقصى شمال لوغان (يوتا)، في الولايات المتحدة، وفي جنوب الأرجنتين أيضاً، في أمريكا الجنوبية، مع ما لا يقل عن 250 نوعا يعيشون في أمريكا الجنوبية. تم العثور على ثمانية عشر نوعا في الولايات المتحدة، أولًا في صحارى جنوب غرب الولايات المتحدة.

## روابط خارجية
- '"Instantaneous, Electrifying, Excruciating Pain", book excerpt by entomologist Justin O. Schmidt